# Courtelary
Courtelary (toponimo francese) è un comune svizzero di 1 391 abitanti del Canton Berna, nella regione del Giura Bernese (circondario del Giura Bernese, del quale è il capoluogo).

## Storia
Courtelary è stato il capoluogo del baliaggio di Erguel e dal 1831 del distretto di Courtelary, fino alla sua soppressione nel 2009.

## Monumenti e luoghi d'interesse

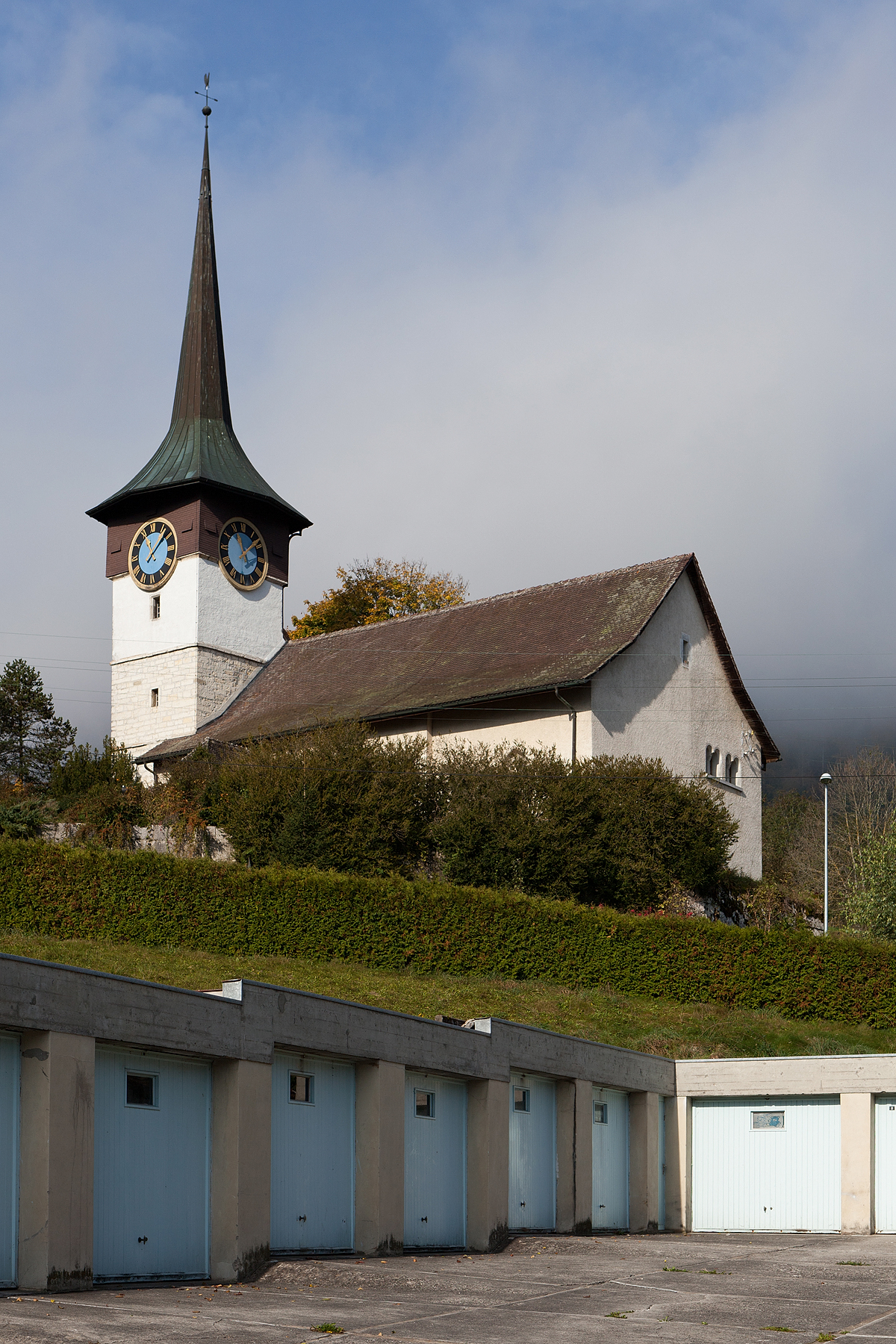
La chiesa riformata

- Chiesa riformata (già di Sant'Imerio), eretta nel X-XI secolo e ricostruita nel 1372, nel 1642 e nel 1773[1].

## Società

### Evoluzione demografica
L'evoluzione demografica è riportata nella seguente tabella:
Abitanti censiti

## Infrastrutture e trasporti

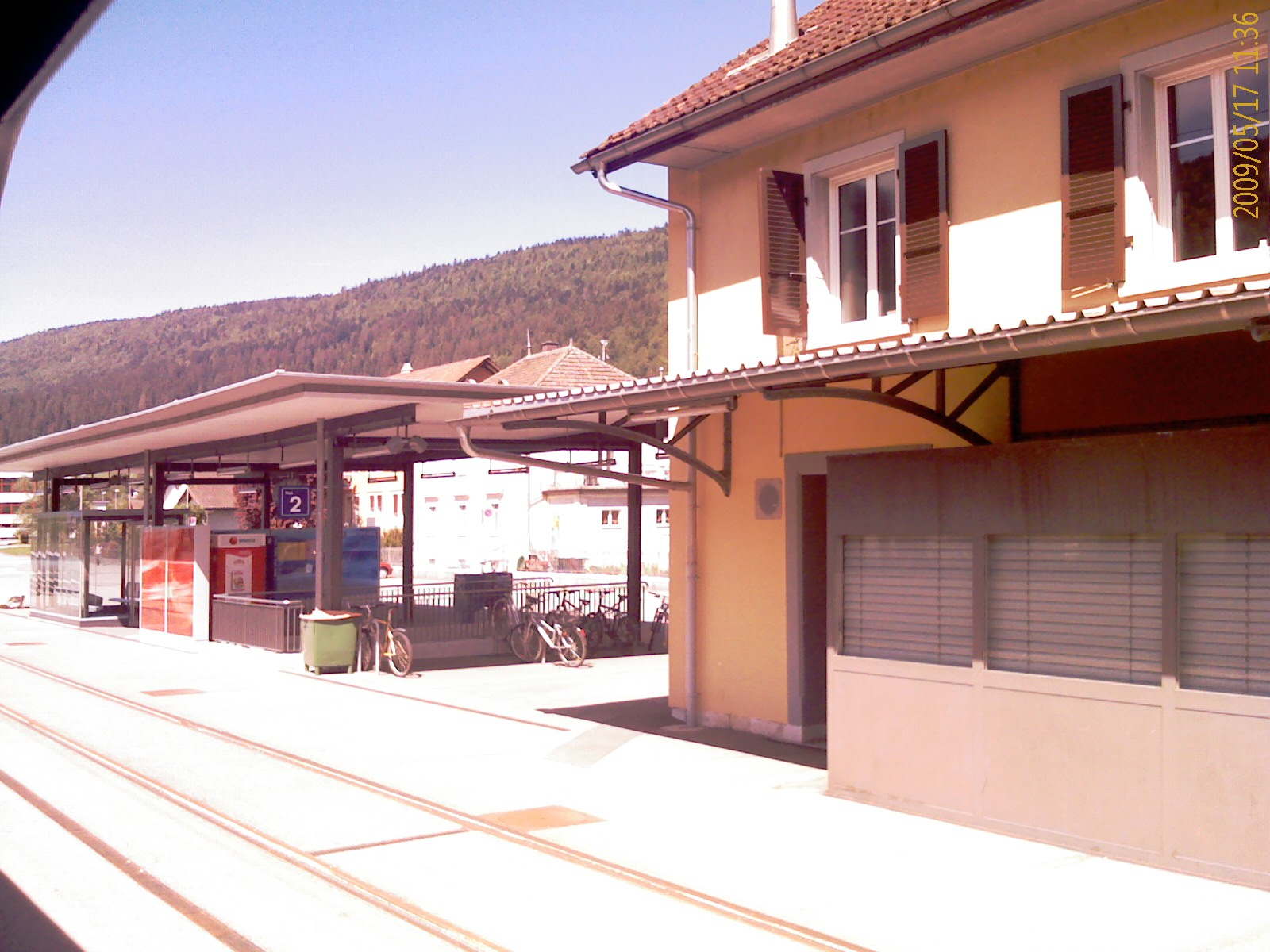
La stazione di Courtelary

Courtelary è servito dall'omonima stazione sulla ferrovia Bienne-La Chaux-de-Fonds.

## Amministrazione
Ogni famiglia originaria del luogo fa parte del cosiddetto comune patriziale e ha la responsabilità della manutenzione di ogni bene ricadente all'interno dei confini del comune.